# Szocshon kogurjói király
Szocshon (Seocheon) vagy Szojang (Seoyang) (? – 292) az ókori Kogurjo (Goguryeo) állam tizenharmadik királya volt.

## Élete
Csungcshon (Jungcheon) fiaként született Ko Jangno (고약로, 高藥盧, Go Yangno) néven. 270-ben követte apját a trónon. 271-ben vette feleségül U Szu (U Su) (우수, 于漱) magas rangú tisztviselő lányát. 280-ban a szusenek a határ menti településeket támadták, visszaverésükre a király a testvérét, Dalgót küldte, aki sikeresen legyőzte az ellenfelet. 286-ban öccsei, Iru és Szobal (Sobal) puccsot terveztek, őket kivégeztette. 292-ben halt meg, a trónon fia, Szangbu (Sangbu) követte.